# Hagnon
Hagnon (altgriechisch Ἅγνων Hágnōn), der Sohn des Nikias, war ein Politiker und Feldherr im antiken Athen in der 2. Hälfte des 5. Jahrhunderts v. Chr.
Er war einer der Feldherren (strategoi) Athens bei der Strafaktion gegen das abtrünnige Samos im Jahr 440/439 v. Chr. und nahm im Jahre 437/436 v. Chr. Ennea Hodoi (Eneia, Aineios) ein, wo er eine griechische Kolonie unter dem neuen Namen Amphipolis gründete.
Zu Beginn des Peloponnesischen Krieges wurde Hagnon, der politisch gegen Perikles auftrat, 431/430 und 429/428 v. Chr. wiederum zum Strategen gewählt. Er war in dieser für Athen erfolgreichen Phase, dem Archidamischen Krieg, in Potidaia und Thrakien tätig. 421 v. Chr. beschwor er den Friedensvertrag des Nikias mit, den Athen mit Sparta und seinen Verbündeten abschloss.
Im Jahr 413 v. Chr. wird Hagnon nochmals erwähnt, als er nach der für Athen katastrophalen Sizilienexpedition einem Staatsausschuss angehörte, der angesichts der Notsituation eingesetzt wurde. Danach wird Hagnon nicht mehr erwähnt, so dass er vielleicht um das Jahr 412 v. Chr. gestorben ist. 
Hagnons Sohn Theramenes spielte in den folgenden Jahren ebenfalls eine wichtige Rolle in der Politik Athens.